# ميخائيل ماثيوز (ملحن)
ميخائيل ماثيوز هو موزع وملحن كندي، ولد في 28 أغسطس 1950 في غاندر ‏ في كندا.

## وصلات خارجية
- الموقع الرسمي